# Bledius cedarensis
Bledius cedarensis är en skalbaggsart som beskrevs av Hatch 1957. Bledius cedarensis ingår i släktet Bledius och familjen kortvingar. Inga underarter finns listade i Catalogue of Life.